# Dutch Bloggies
De Dutch Bloggies waren jaarlijkse prijzen voor de beste weblogs van Nederlandstalige bodem. Sinds 2005 waren de uit te reiken Bloggies verdeeld in publieksprijzen (die via een stemming gekozen werden) en juryprijzen. Kenmerkend voor de Dutch Bloggies was dat er diverse categorieën gehanteerd werden, waardoor ook minder bekende blogs in de prijzen konden vallen. Zo waren er naast de categorie Beste Weblog algemeen onder andere ook prijzen voor Beste Vormgeving, Beste Persoonlijk Weblog, Beste Fotolog, etc. In 2010 werd besloten om een punt achter de weblogverkiezingen te zetten.

## Geschiedenis
De eerste Dutch Bloggies werden in 2000 georganiseerd door weblogger Ramon Stoppelenburg. De uitslag werd tijdens een weblogmeeting in Utrecht bekendgemaakt en prijzen werden uitsluitend online uitgereikt. Vanaf 2004 werden de prijzen professioneel georganiseerd op een locatie uitgereikt. De eerste drie jaren in het Museum voor Communicatie, en vervolgens twee jaar achter elkaar in het Atrium van het stadhuis in Den Haag, dankzij een forse subsidie van de gemeente Den Haag. Op 1 december 2009 zijn de prijzen in het Paard van Troje (Den Haag) uitgereikt. David Rietveld is de spreekwoordelijke "Joop Zoetemelk" van de prijs: hij was vier jaar achter elkaar genomineerd, maar won nooit.

## Stichting
Dutch Bloggies is een initiatief van weblog about:blank. Sinds 2005 worden de jaarlijkse verkiezingen georganiseerd door de Stichting Dutch Bloggies. Net zoals bij belangrijke webpeilingen staat ook bij de Dutch Bloggies elk jaar de betekenis en de betrouwbaarheid van de uitslag ter discussie. Categorieën van winnaars wisselden per jaar.

### 2001
Uitslag
- Meest gehate weblog: watnou
- Beste nieuwkomer: zidouta
- Beste ondernemerslog: Rik Mulder
- Best geslaagde omkat: Mr green
- Weblogstad: Zwolle
- Webloghype: Jandevries
- Beste script: Milov
- Beste weblog tool: Blogger
- Stomste benaming: Webzine
- Langste laadtijd: Elrado
- Fijnste sourcecode: mijncomputertje.net
- Beste weblog uit Amsterdam: vandenb
- Beste weblog uit Utrecht: bonga
- Beste weblog uit Vlaanderen: Karma universe
- Beste planet log: tonie
- Beste uitgelogde log: zo.nu/&dan
- Beste weblog: alt0169
- Beste Engelstalige weblog: prolific

Extra Prijzen
- Lifetime achievement: Caroline vodb
- Overige categorie: Ben Bender

### 2002
Uitslag
- Beste linkdump: Retecool
- Beste lifelog: Electric Luna
- Rookie of the year: Wim de Bie
- Mooiste lay-out: Suds & Soda
- Beste logger: Tonie
- Beste logster: Merel Roze
- Lifetime Award: Jeroen Bosch
- Beste initiatief: Letmestayforaday
- Beste scooper: Tonie
- Meest vernieuwende weblog: Zidouta
- Best geschreven log: Vandenb
- Beste blogtool: Blogger
- Mooiste source-code: Mijnkopthee
- Beste weblog overall: Tonie
- The self-kick award: Mijnkopthee

### 2003
Uitslag
- Beste lifelog: Merel Roze
- Beste linkdump: Retecool
- Beste nieuwkomer: Volkomenkut.com
- Mooiste lay-out: Retecool
- Beste mannelijke logger: Retecool
- Beste vrouwelijke logster: Merel Roze
- Lifetime award: Tonie
- Best geschreven log: Merel Roze
- Beste initiatief: FotoFuckVrijdag
- Beste weblog overall: Retecool

### 2004
De organisatie van de Dutch Bloggies ging een beetje experimenteren in 2004. Er werd besloten de uitreiking voor het eerst 'live' te laten plaatsvinden en daarnaast was er sprake van publieksprijzen en incrowd-prijzen. In het halletje van het Museum voor Communicatie, waar zo'n veertig bloggers voor de uitreiking bijeen waren gekomen, resulteerde dat in de bekendmaking van een bescheiden hoeveelheid winnaars: in tweeëntwintig categorieën wonnen acht verschillende weblogs de Bloggies. GeenStijl liet voor het eerst van zich horen en mocht er gelijk zeven ontvangen. Verder waren Merel Roze, Retecool en Mijnkopthee namen die vaak terugkwamen die middag.
Publiek
- Beste mannelijke weblogger: Retecool
- Beste vrouwelijke weblogger: IJsqueen
- Beste linkdump: Geenstijl
- Beste lifelog: Merel Roze
- Beste collectieve weblog: Geenstijl
- Beste vormgeving: Retecool
- Best geschreven content: Geenstijl
- Meest originele content: Geenstijl
- Lifetime award: Retecool
- Beste weblog: Geenstijl
- Weblogbullie: Geenstijl

Incrowd
- Beste mannelijke weblogger: Mijnkopthee
- Beste vrouwelijke weblogger: Merel Roze
- Beste linkdump: Mijnkopthee
- Beste lifelog: Merel Roze
- Beste collectieve weblog: About:Blank
- Beste vormgeving: Mijnkopthee
- Best geschreven content: VanDenB
- Meest originele content: Geenstijl
- Lifetime award: Sikkema
- Beste weblog: Mijnkopthee
- Weblogbullie: Geenstijl

### 2005
2005 was het eerste jaar dat er sprake was van een vakjury. Vijf juryleden mochten in drie categorieën, Beste Weblog, Beste Vormgeving en Best Geschreven de winnaars bepalen. In zeventien andere categorieën was het publiek de baas. Dat resulteerde er in dat GeenStijl er met tien Bloggies vandoor ging, waaronder zowel de publieksprijs als de juryprijs voor Beste Weblog.
Publieksjury
- Beste weblog: Geenstijl
- Best company weblog: QuoteNet
- Best geschreven weblog: Geenstijl
- Best vormgegeven weblog: Geenstijl
- Beste collectieve weblog: Geenstijl
- Beste fotolog/moblog: MobLog.nl
- Beste kunst & cultuur weblog: zeekomkommer.nl
- Beste muziek weblog: Retecool.com/luister.php
- Beste nieuws weblog:Geenstijl
- Beste politieke weblog: Geenstijl
- Beste techblog: DutchCowboys.nl
- Beste web-log: DeSteenenAugurk.web-log.nl
- Lifetime award: Mijnkopthee.nl
- Meest humoristische weblog: Geenstijl
- Meest originele weblog: Geenstijl
- Nieuwkomer van het jaar: Hersenscheet.com
- Weblogbullie 2005: Geenstijl

Vakjury
- Best geschreven weblog: Vandenb.com
- Best vormgegeven weblog: Maanisch.com
- Beste weblog: Geenstijl

### 2006
De ervaring van het voorgaande jaar, waarin GeenStijl bijna alle prijzen binnensleepte, deed de organisatie besluiten de vakjury meer categorieën toe te wijzen. Daarnaast werd besloten dat een weblog, naast Beste Weblog, slechts in twee categorieën genomineerd kon worden. Het publiek mocht nog maar drie prijzen uitdelen, tegenover veertien juryprijzen. Sargasso versloeg bij de jury verrassend Geenstijl als Beste Weblog, maar die laatste mocht zich verheugen over de populariteit onder het publiek. Verder vielen onder andere het weblog van Jan Marijnissen (in de categorie Beste Politieke Weblog) en Retecool (als Beste Linklog) in de prijzen. Door de redactie van about:blank werd een Lifetime Award aan Camarados uitgereikt.
Publieksprijzen
- Muscom Beste Weblog Award: Nieuwszicht
- Best Geschreven Weblog: Geenstijl
- Best Vormgegeven Weblog: VK-Mag

Juryprijzen
- Muscom Beste Weblog Award: Sargasso
- Best Geschreven Weblog: Merel Roze
- Best Vormgegeven Weblog: Nonka.nl
- Beste Linklog: The Amazing Retecool
- Beste Lifelog: Maanisch
- Beste Collectieve Weblog: Sargasso
- Beste Post: Verbal Jam – Kinderboekenweek
- Beste Nieuwkomer: Bright
- Beste Muziekweblog: My Own Music Industry
- Beste Politieke Weblog: Jan Marijnissen
- Beste BN Blog: Bieslog
- Beste Fotolog: Thomas Schlijper
- Beste Themaweblog: Marketingfacts
- Beste Corporate Weblog: Frank-ly

Extra Prijs
- Lifetime Award: Camarados

### 2007
Peter Olsthoorn (internetjournalist) was juryvoorzitter in 2007 en 2008. Het beste weblog van 2007 was volgens het publiek Wij blijven hier! en volgens de jury GeenStijl. Verder won GeenStijl de publieksprijs voor het Best Geschreven Weblog en Wij blijven hier! de juryprijs voor het Beste Collectieve Weblog. Nuit Blanche ontving van de about:blank-redactie een speciale aanmoedigingsprijs.
De wijze van nomineren en jureren was niet geheel onbesproken. De jury was sterk verdeeld over de winnaar, het noemde GeenStijl de beste opinie-uitgave die past bij het tijdsgewricht, andere juryleden vonden het weblog onder de gordel en in herhaling vallen. GeenStijl-directeur Dominique Weesie reageerde verongelijkt en verweet Dutch Bloggies navelstaarderij.
Juryprijzen
- Beste Weblog: Geenstijl
- Best Geschreven Weblog: Wiskundemeisjes
- Best Vormgegeven Weblog: -geen winnaar-
- Beste Fotolog: Gnispen world in pictures
- Beste Politieke Weblog: -geen winnaar-
- Beste Themaweblog: Wiskundemeisjes
- Beste Corporate Weblog: Nextlog
- Beste Persoonlijke Weblog: Zeekomkommer
- Beste Collectieve Weblog: Wij Blijven Hier!
- Beste Muziekweblog: Marco Raaphorst
- Beste Videolog: As The World Spunks
- Aanmoedigingsprijs: Nuit Blanche (verkozen door de redactie van about:blank)

Publieksprijzen
- Beste Weblog: Wij Blijven Hier!
- Best Geschreven Weblog: Wiskundemeisjes
- Beste Vormgegeven Weblog: Kladblog

### 2008
Vanaf 1 december 2007 mochten weblogs alleen zichzelf voordragen. Omdat dit de organisatie veel kritiek en slechts 210 nominaties opleverde, ging ze door de knieën: vanaf 1 januari 2008 mocht iedereen nog een maand lang willekeurige weblogs nomineren (net als vorig jaar).
Alleen voor de categorie Meest Populaire Weblog was er een publieksstemming. Deze werd gewonnen door het blog van het vrouwenmagazine Viva. In de andere categorieën deelde de jury de prijzen uit. Moois Magazine werd verrassend uitgeroepen tot Beste Weblog. Dit jaar geen GeenStijl bij de winnaars, want ook in de categorie Beste Nieuws Weblog werd het verslagen. Daar won Amsterdam Centraal.
Uitslag
- Beste weblog: Mooismagazine
- Meest Populaire Weblog: Viva.nl
- Beste vormgeving: BuroRust
- Best geschreven: Bijzinnen
- Beste zakelijke weblog: Bizz.nl
- Beste toepassing van beeld: Buuv.nl
- Meest toegankelijke weblog: Dakzoekje
- Nieuws: Amsterdam Centraal
- Persoonlijk: Irritaal
- Politiek: Zaplog
- Gezondheid: Foodlog
- Kunst/cultuur: Mooismagazine
- Muziek: Fine Fine Music
- Literatuur: De Contrabas
- Internet/ICT: Checklist
- Techniek/wetenschap: Sync
- Sport/Entertainment/fun: Spunk
- Onderwijs: ZB Digitaal
- Marketing: Spotlight Effect
- Alles wat verder nog mogelijk zou zijn als eigen categorie: Vinama

### 2009
Begin van dit jaar besloot de organisatie om de online stemming en de daaropvolgende uitreiking te verplaatsen naar het najaar. Dit betekende dat iedereen vanaf begin september zijn favoriete weblogs kon nomineren. Op 1 december zijn in Den Haag achttien winnaars van Bloggies bekendgemaakt. Zestien daarvan zijn gekozen door de professionele jury; het publiek had de mogelijkheid om in de categorieën Meest Populaire Weblog en Beste Microblog zijn favorieten aan te wijzen. Jeroen Mirck was dit jaar voorzitter van de jury. Zoals elk jaar was na de Dutch Bloggies weer voldoende discussie over de wijze van jureren en de winnaars
Uitslag
- Beste Microblog: Dijkshoorn
- Beste Corporate weblog: Independer
- Beste Beeldblog: Coert.com 9
- Beste Lifestyle: Nalden.net
- Beste Marketingblog: Frankwatching
- Beste Onderwijsblog: Elke's
- Beste Techniek en Wetenschap: Science Palooza
- Beste Literatuur: De Papieren Man
- Beste Muziekblog: EHPO
- Beste Kunst, Cultuur & Entertainment: Mick!
- Beste Gezondheid & Sport: Marijn Fiets
- Beste Politiek: Weblog Washington
- Beste Persoonlijke weblog: Koekjesfabriek
- Beste Nieuws & Opinie: NRCnext
- Meest populaire weblog (publieksprijs): iPhoneclub
- Best geschreven: Lief dagboek
- Beste vormgeving: Nalden.net
- Beste weblog: NRC Next

### 2010
In 2010 volgde geen nieuwe editie van de Dutch Bloggies meer. Wel werd er een 'Blogger van het decennium' award uitgereikt. De uiteindelijke winnaar werd bepaald door de jury, bestaande uit Erwin Blom, Frank Meeuwsen en Ernst-Jan Pfauth, met als voorzitter Jeroen Mirck.
Uitslag
Blogger van het decennium: Dominique Weesie (Geenstijl)
Volgens de jury was "Vriend en vijand [..] het erover eens dat hij de grootste stempel op de Nederlandse blogwereld heeft gedrukt".
Andere genomineerden
Electric Luna, Henk de Hooge (DutchCowboys), Martine de Jong (10e) en Wim de Bie.